# トリャヴナ
トリャヴナ（Tryavna (ブルガリア語: Трявна [ˈtrʲavnɐ])）は、ブルガリア北西部の町、およびそれを中心とした基礎自治体。ガブロヴォ州に属する。ガブロヴォに近く、バルカン山脈の北側の斜面に位置し、トリャヴナ川渓谷の中にある。織物産業とブルガリア民族復興時代の典型的な建築で知られ、140の文化的遺産、博物館、展示施設がある。トリャヴナはブルガリアの作家ペンチョ・スラヴェイコフ（Пенчо Петков Славейков / Pencho Slaveykov）や、革命家のアンゲル・カンチェフ（Ангел Кънчев Ангелов / Angel Kanchev）の出身地である。

## 歴史
村はトラキア時代の初期に初めて築かれた。しかしながら、知られている限り、その存在を記した最古の文書は12世紀のものである。オスマン帝国支配時代、地元の住民らは山道を守り、その見返りに特権を与えられていた。町にはブルガリア人のみが住んでおり、トルコ人は入ることができなかった。ブルガリア民族復興時代には、町では工芸が大きく発達した。家々はそれぞれ独自のデザインで建築されていた。地上階は特殊な形をしており、工芸職人と交易商人が居住した。上階は木製の張り出し窓を持っており、屋根は整形された石によって覆われている。

## 見所
1814年に建てられた時計塔のある街区は見所のひとつである。その他の見所としては、時計塔の付近に、川をまたぐ橋キヴギレニヤトがある。ブルガリアで最古の世俗的な学校のひとつがこの地区に建てられた。トリャヴナのその他の見所としては、町の中心にある天使首ミハイル聖堂があり、12世紀に東ローマ帝国皇帝イサキオス2世アンゲロスを第二次ブルガリア帝国のツァール、イヴァン・アセン1世が打ち破った後に建てられたものである。木彫りのイコノスタシスと主教の座は、当時のトリャヴナの木工技術の代表作である。学校の隣には、民族誌学的コレクションが収蔵されたライコフ邸がある。ライコフ邸はブルガリアの化学者ペンチョ・ニコロフ・ライコフ（Пенчо Николов Райков / Pencho Nikolov Raikov）の出生の地である。この近くにはアンゲル・カンチェフ邸宅博物館もある。アンゲル・カンチェフはヴァシル・レフスキの共闘者であった。
トリャヴナで最も人が訪れる博物館のひとつに、1808年に建てられたダスカロフ（Даскалов / Daskalov）邸がある。この博物館には有名な木彫りの太陽が収蔵されている。この家は木工製品とイコンの博物館になっている。その天井は2人の木工職人ディミタル・オシャネツァ（Димитър Ошанеца / Dimitar Oshanetsa）とイヴァン・ボチュコヴェツァ（Иван Бочуковеца / Ivan Bochukovetsa）によって手がけられた。2人は6箇月かけて、互いの仕事状況を全く見ることのできない中、この家の2つの広い部屋の装飾をそれぞれ完成させた。
ペトコとペンチョ・クラヴェイコフ邸宅博物館は町の旧市街にあり、2人の作家による詩の作品が展示されている。息子のペンチョはノーベル賞候補といわれたが、賞を受ける前に死去した。カリンチェフ（Калинчев / Kalinchev）邸も旧市街に位置し、画廊に改装された。トテョ・グベンスキ（Тотьо Гъбенски / Totyo Gabenski）によって寄贈された絵画が展示されている。イコンと木工製品の博物館には160を超えるオリジナルのイコンが収められている。
アジア・アフリカ芸術博物館はかつての公衆浴場を改修して作られている。トリャヴナは多くの木工品、イコン、独自の建築を持った町である。こんにち、町は観光地となり、現代的なホテルや民宿、レストラン、タヴェルナなどがある。また、良質の鉱泉のあるヴォネシュタ・ヴォダ（Вонеща вода / Voneshta voda）は町から20キロメートルのところにある。町はブルガリア全土からの鉄道・道路アクセスの良さに恵まれている。

## 町村
トリャヴナ基礎自治体（Община Трявна）には、その中心であるトリャヴナをはじめ、以下の町村（集落）が存在している。
- Азманите
- Армянковци
- Бангейци
- Бахреци
- Белица
- Бижовци
- Брежниците
- Бърдарите
- Бърдени
- Веленци
- Велково
- Велчовци
- Генчовци
- Глутниците
- Горни Дамяновци
- Горни Радковци
- Даевци
- Димиевци
- Добревци
- Долни Радковци
- Дончовци
- Драгневци

- Драндарите
- Дървари
- Дъскарите
- Енчовци
- Зеленика
- Йововци
- Кашенци
- Керените
- Киселковци
- Кисийците
- Коевци
- Койчовци
- Колю Ганев
- Конарското
- Креслювци
- Кръстец
- Кръстеняци
- Къртипъня
- Малки Станчовци
- Малчовци
- Маневци
- Маруцековци

- Матешовци
- Милевци
- Мръзеци
- Неновци
- Никачковци
- Николаево
- Ножерите
- Носеите
- Околиите
- Ошаните
- Павлевци
- Планинци
- Плачковци
- Побък
- Попгергевци
- Престой
- Пържиграх
- Радевци
- Радино
- Раевци
- Райнушковци
- Ралевци

- Рачовци
- Рашовите
- Руевци
- Свирци
- Сечен камък
- Скорците
- Стайновци
- Станчов хан
- Стражата
- Стръмци
- Томчевци
- Трявна
- Фъревци
- Фъртуни
- Христовци
- Чакалите
- Черновръх
- Ябълковци
- Явор

## ギャラリー

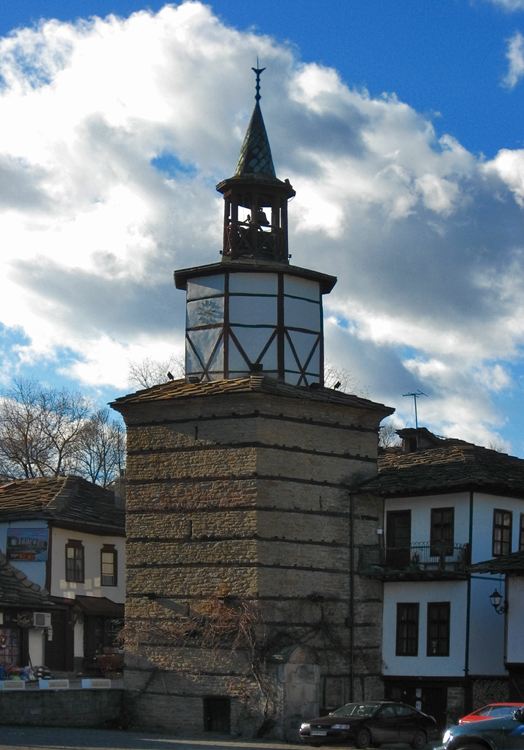
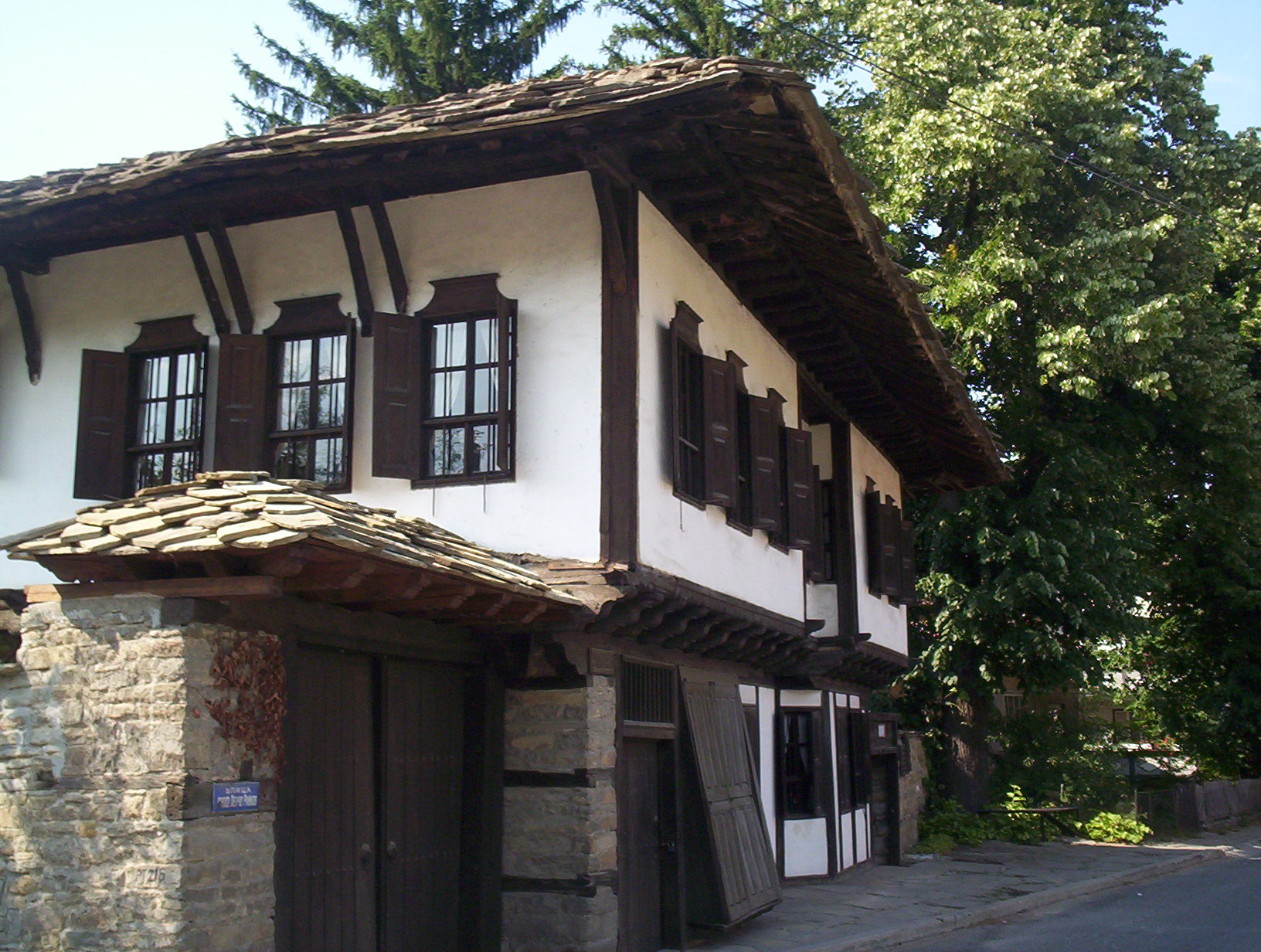
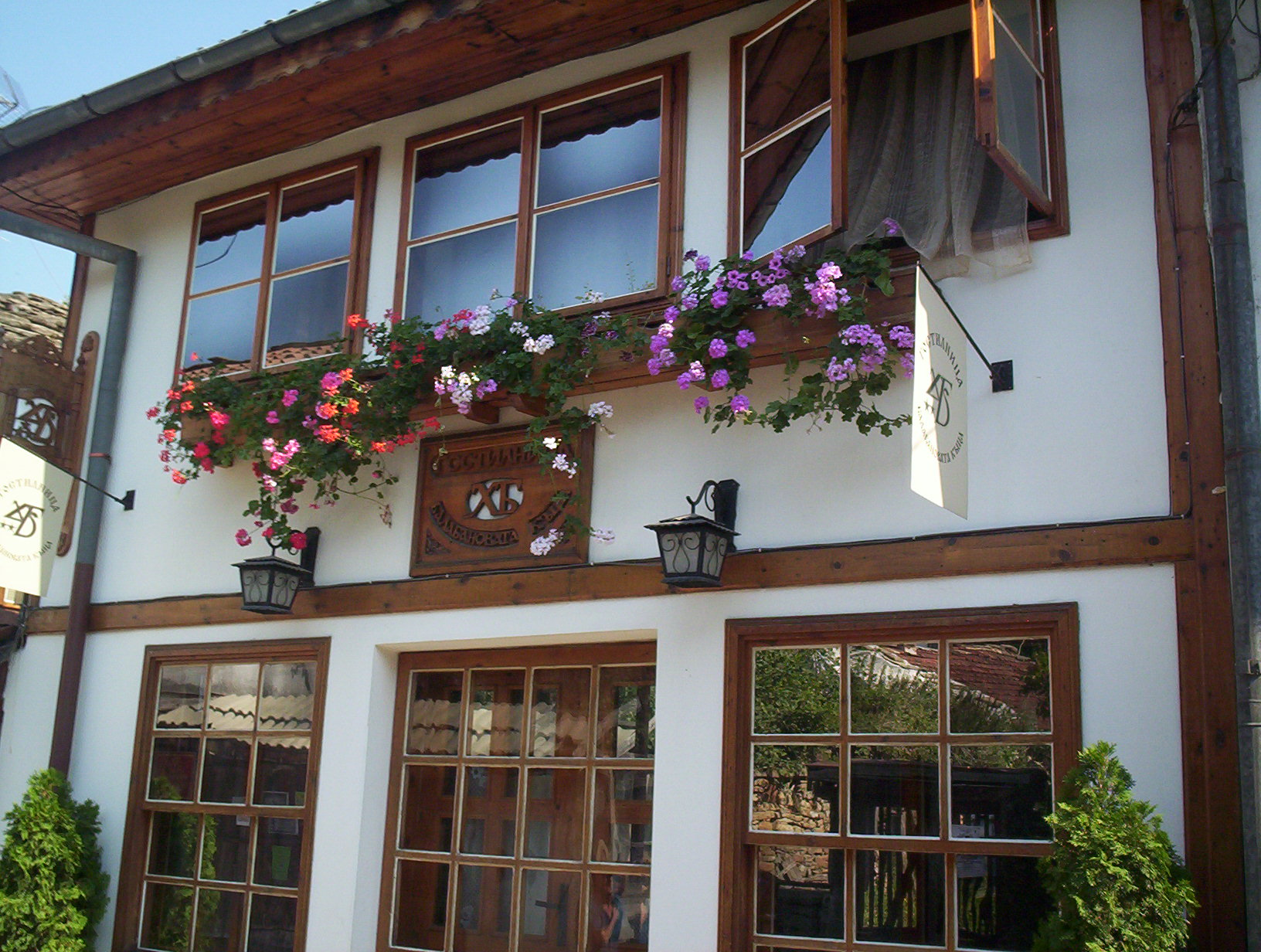
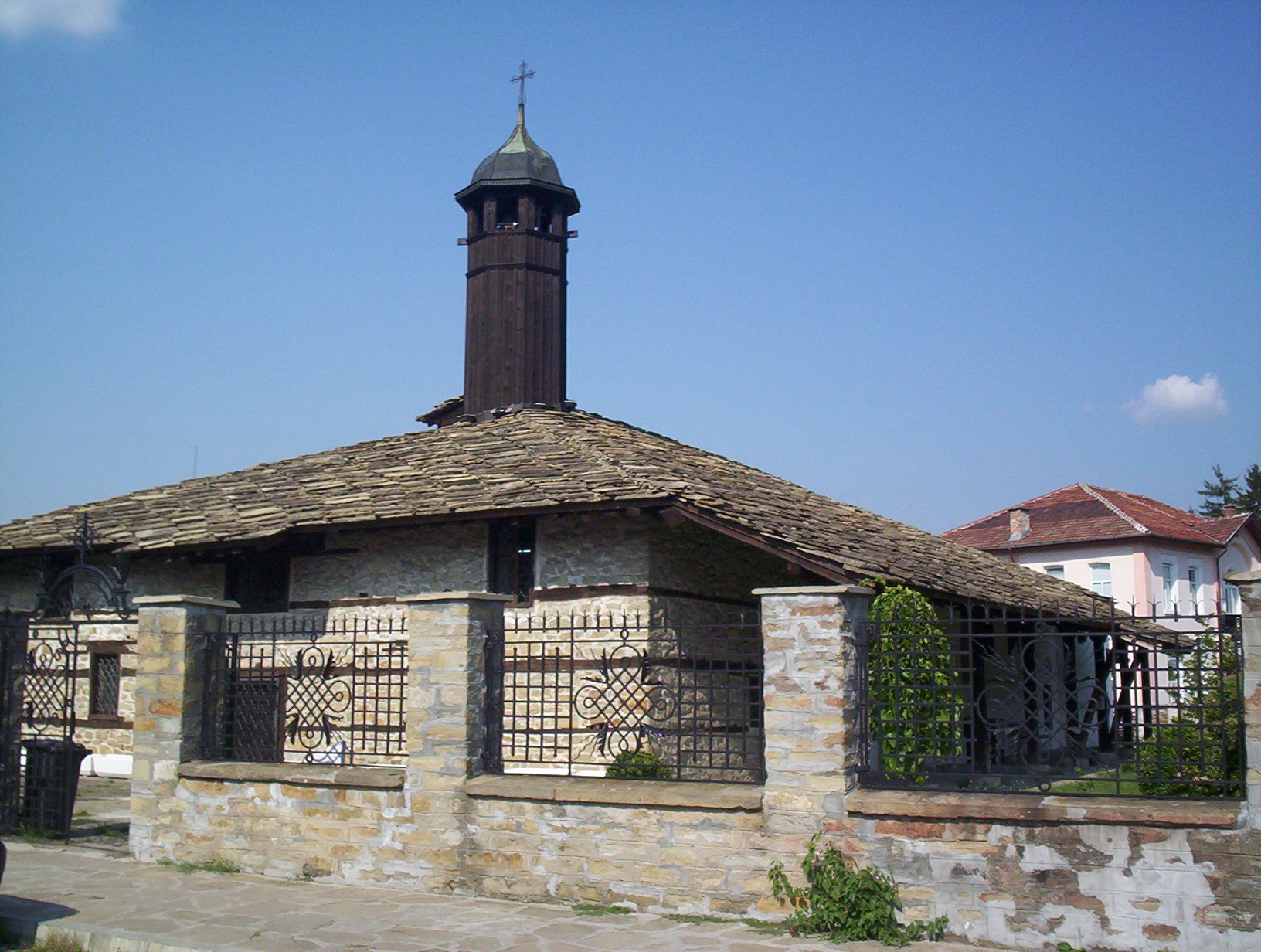
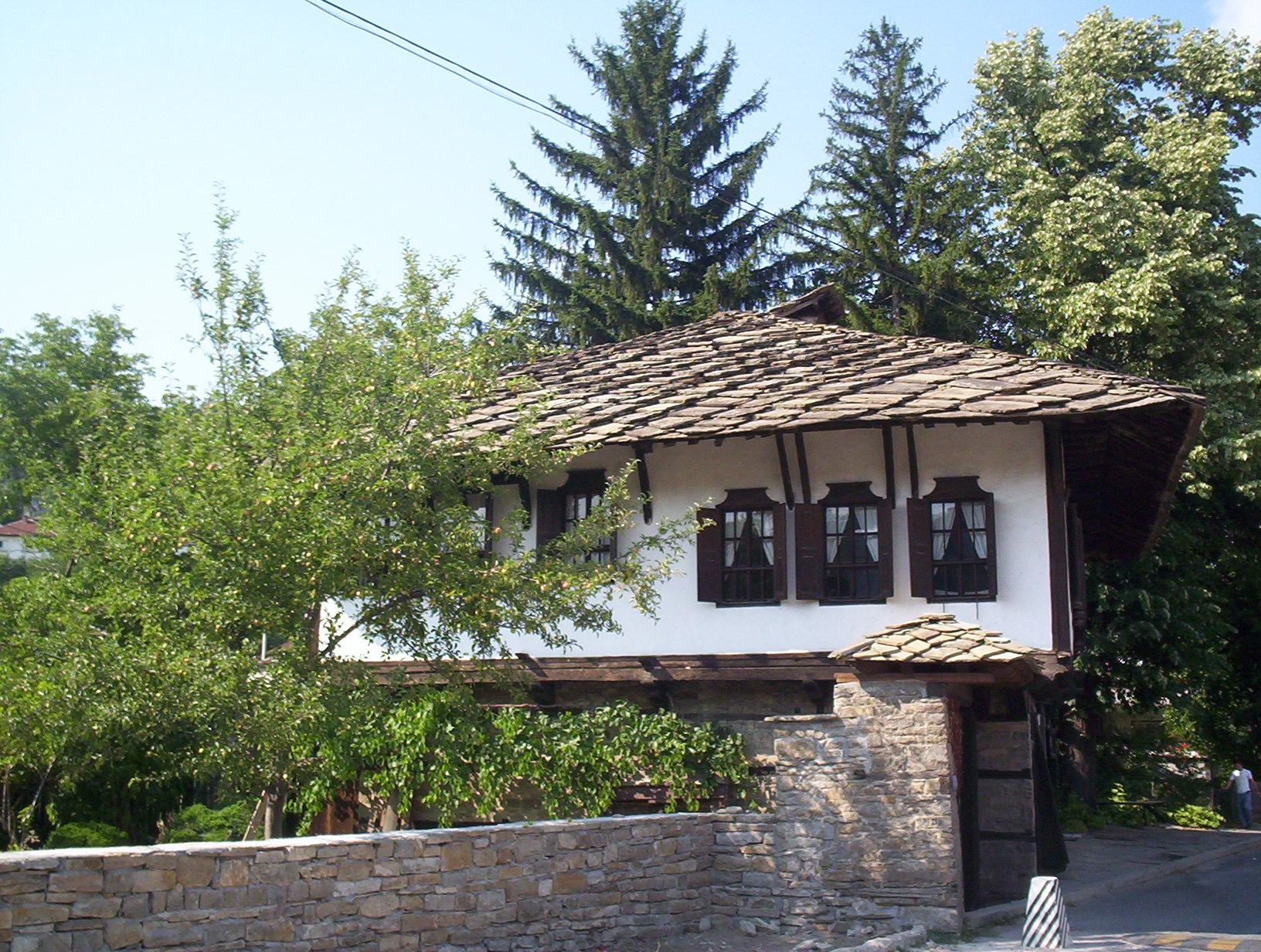
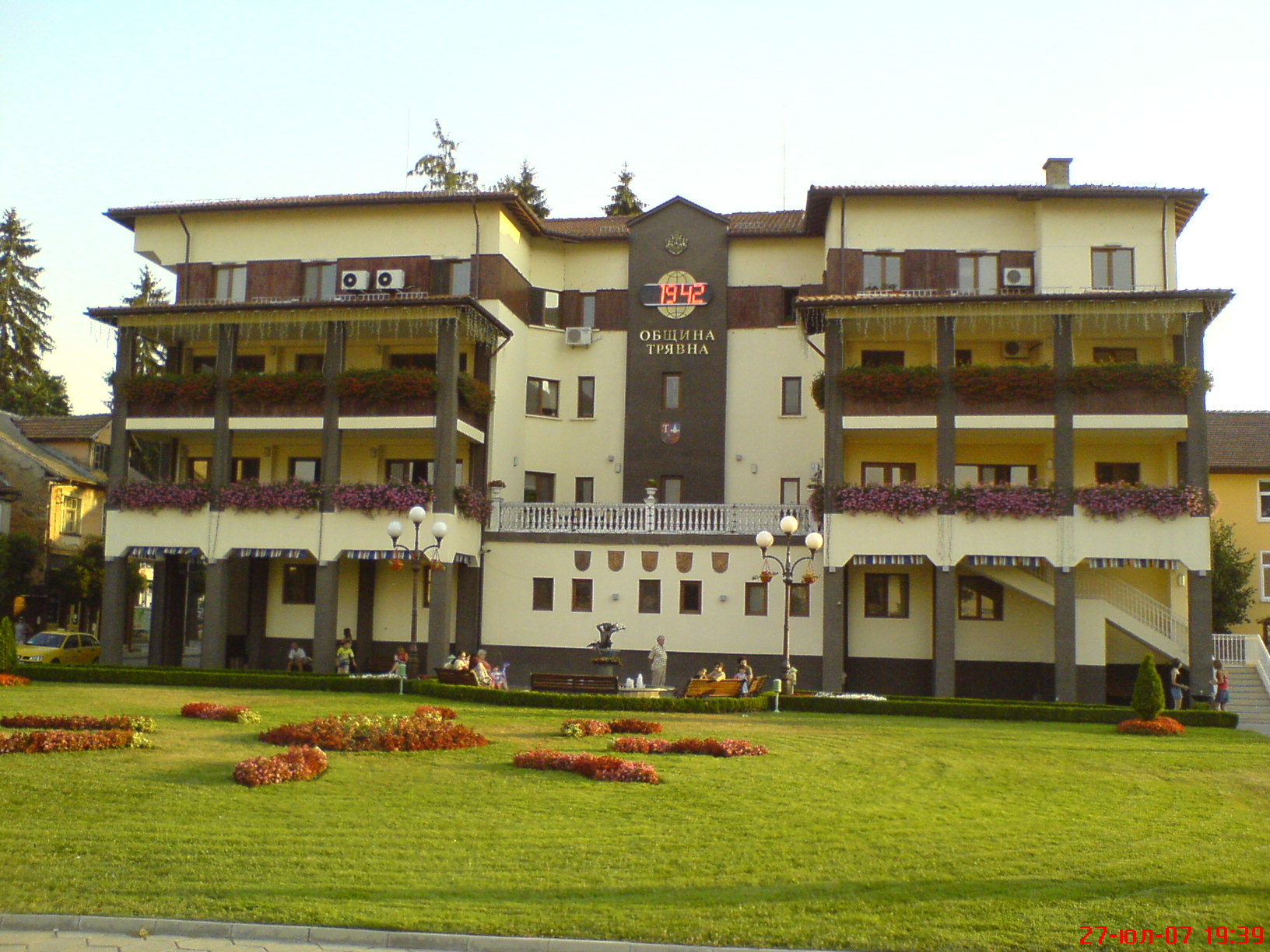
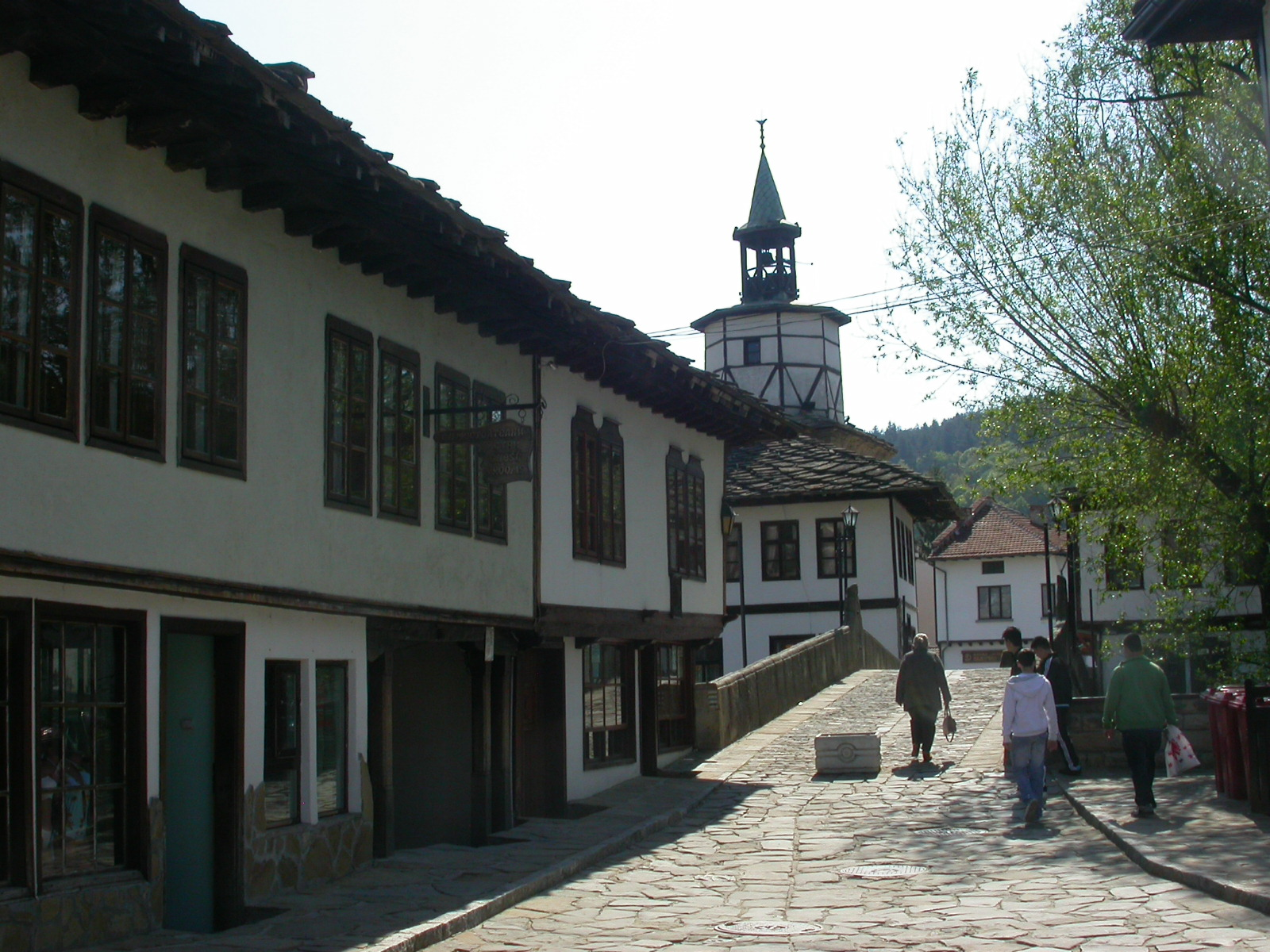
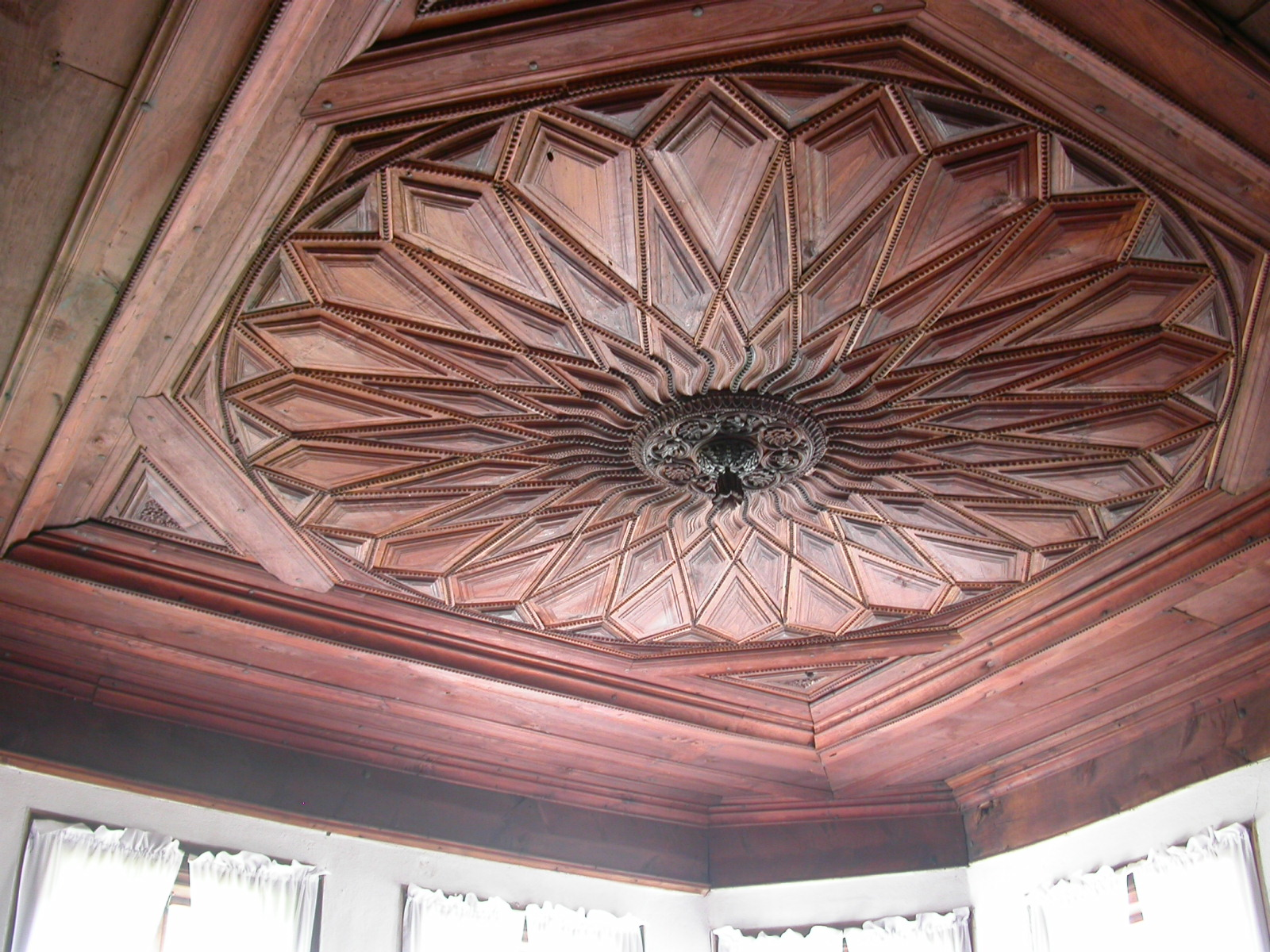
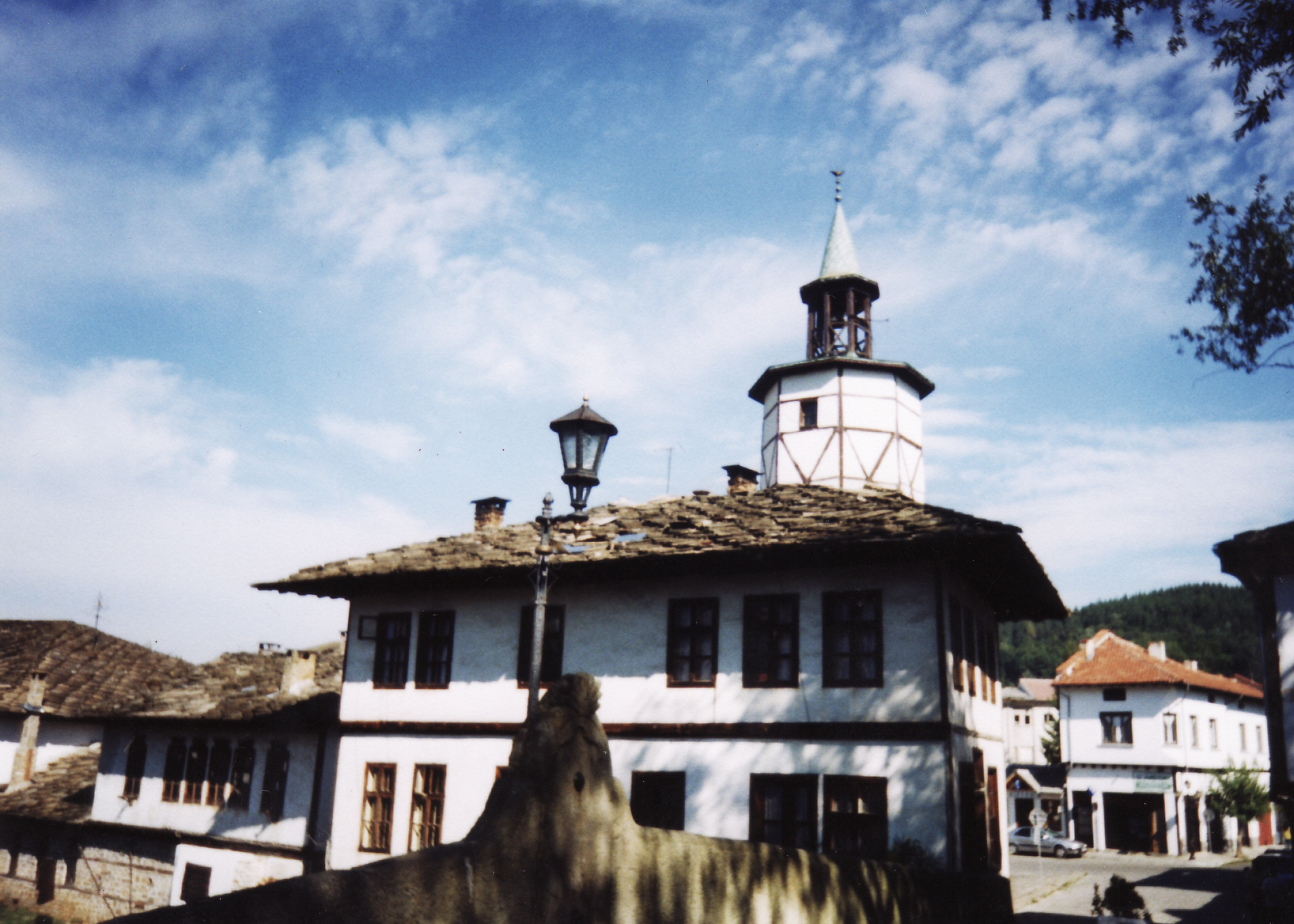
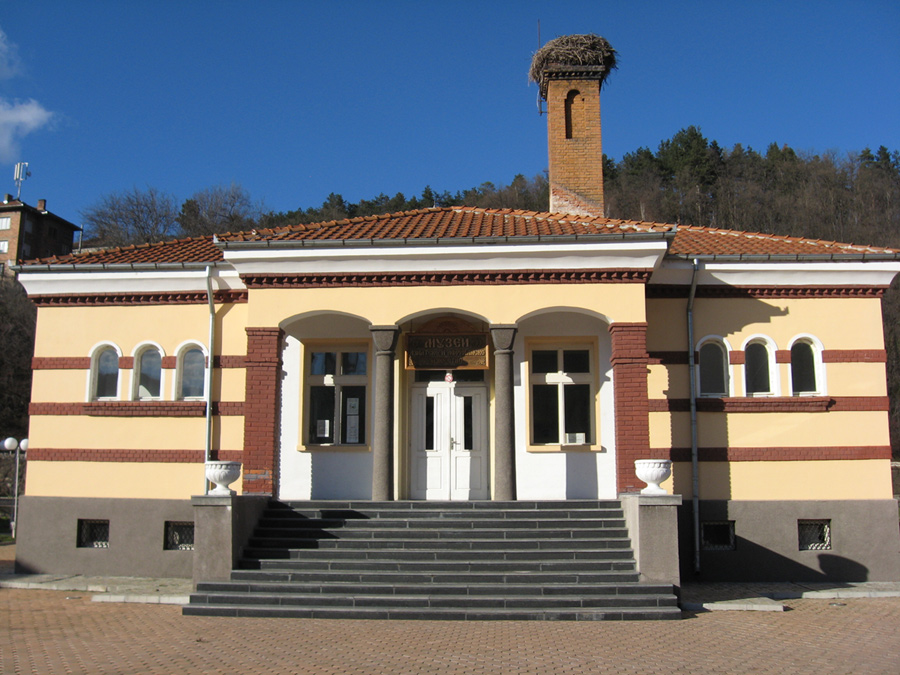
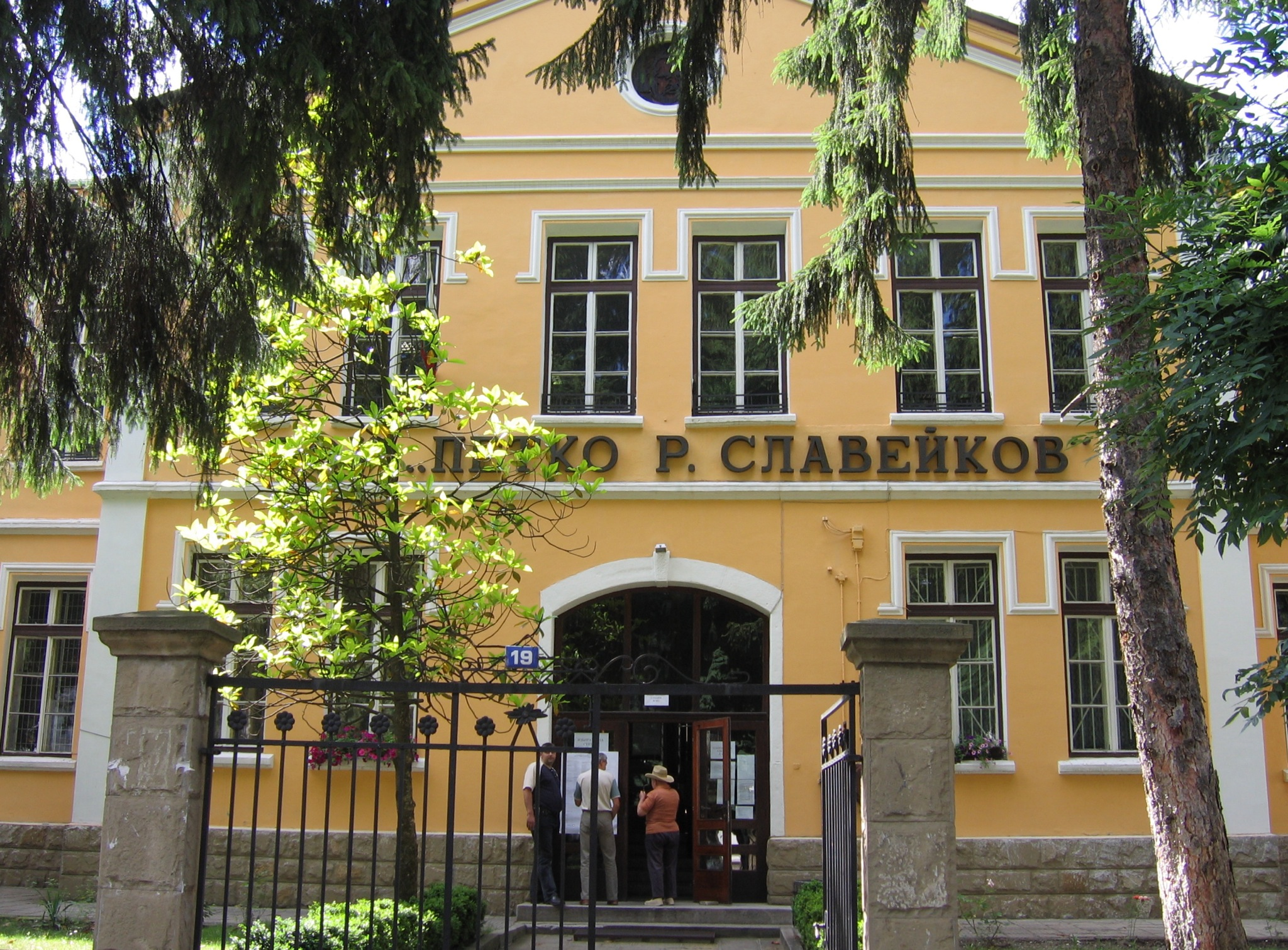
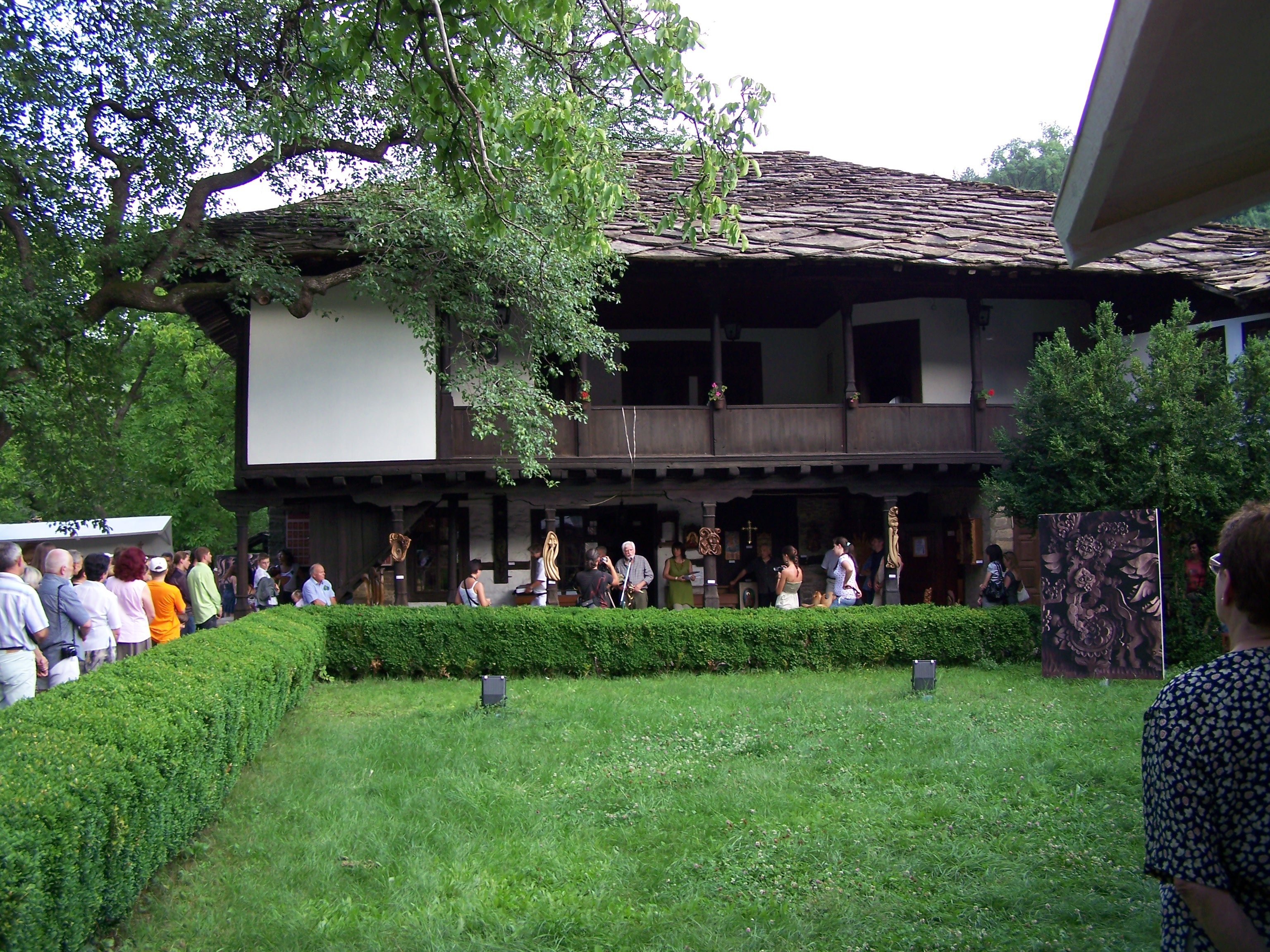
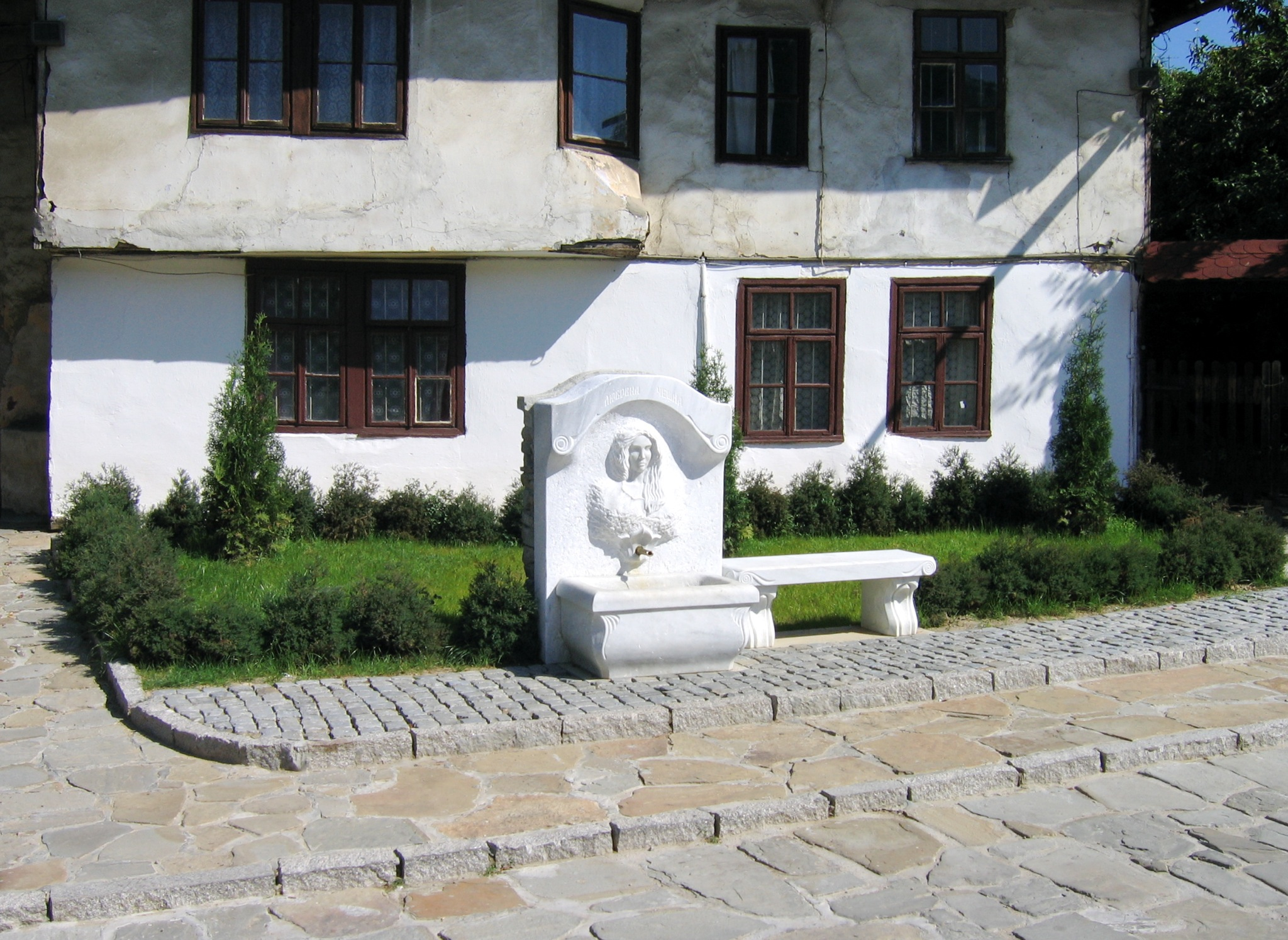
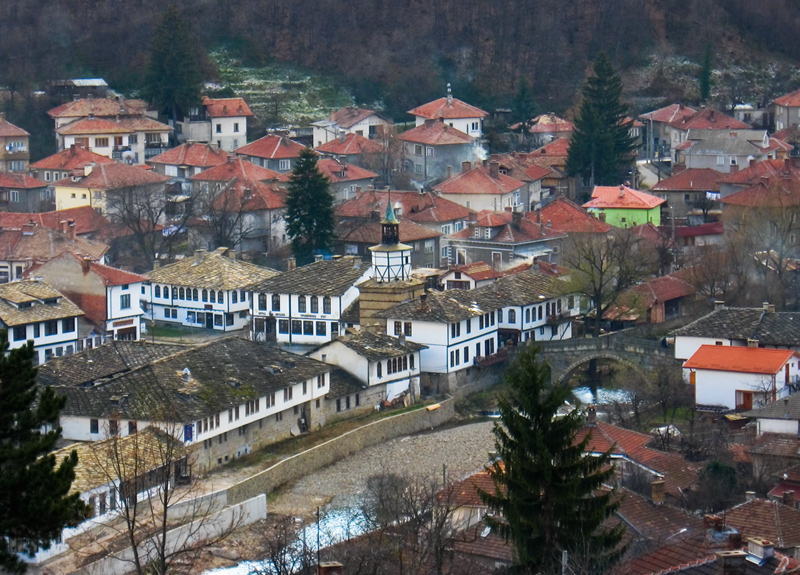

## 人口
| トリャヴナ                                                                          | トリャヴナ | トリャヴナ | トリャヴナ | トリャヴナ | トリャヴナ | トリャヴナ | トリャヴナ | トリャヴナ | トリャヴナ | トリャヴナ |
| ----------------------------------------------------------------------------------- | ---------- | ---------- | ---------- | ---------- | ---------- | ---------- | ---------- | ---------- | ---------- | ---------- |
| 年                                                                                  | 1946年     | 1956年     | 1965年     | 1975年     | 1985年     | 1992年     | 2001年     | 2005年     | 2007年     | 2009年     |
| 人口                                                                                | 4,355人    | 5,965人    | 9,690人    | 12,532人   | 12,909人   | 12,491人   | 11,131人   | 10,393人   | 10,160人   | 9,831人    |
| Sources: National Statistical Institute, „Citypopulation.de“, „Pop-stat.mashke.org“ |            |            |            |            |            |            |            |            |            |            |

## 姉妹都市
- ブリエンツ、スイス